# Julian Kellerer
Julian Kellerer (* 22. August 1989 in Klagenfurt am Wörthersee) ist ein österreichischer Leichtathlet.

## Leben
Während seiner Volksschulzeit begann er sich für Leichtathletik zu interessieren und trat dem Völkermarkter Leichtathletik-Verein VST-Laas bei. Es dauerte nicht lange bis sich der Weitsprung als seine Paradedisziplin herauskristallisierte. Im Jahr 2015 wechselte er zum Klagenfurter Verein LAC. Sein Ziel ist die Qualifikation für die Olympischen Sommerspiele 2016 in Rio de Janeiro.

## Dopingsperre
Am 15. Juli 2019 wurde Kellerer auf Antrag der Nationalen Anti-Doping-Agentur suspendiert, weil bei einem Dopingtest am 17. Februar in der A-Probe die verbotenen Steroidsubstanzen Androsteron und Etiocholanon nachgewiesen wurden. Kellerer bestreitet den Vorwurf des unerlaubten Dopings und erklärt die positive Probe mit der Medikamenteneinnahme aufgrund einer Immunschwäche sowie eines Infektes. Am 12. Dezember 2019 gab die Österreichische Anti-Doping Rechtskommission bekannt, dass Kellerer für die Dauer von 2 Jahren von der Teilnahme an Sportveranstaltungen jeder Art, insbesondere Wettkämpfen, bis zum Ablauf des 14. Juli 2021 gesperrt werde. Anlässlich einer Kontrolle „In-Competition“ (ICC) am 17. Februar 2019 seien im Zuge der Österreichischen Hallenstaatsmeisterschaften im Wiener Ferry Dusika Stadion abgegebenen Dopingprobe verbotene Substanzen gefunden worden, die dieser in grob fahrlässiger Weise zu sich genommen habe. Er ist bis 14. Juli 2021 gesperrt.

## Erfolge
- vierfacher Österreichischer Staatsmeister im Dreisprung
- fünffacher Österreichischer Staatsmeister im Weitsprung

## Persönliche Bestleistungen
- 60 Meter: 7,16 Sekunden
- 100 Meter: 11,02 Sekunden
- Dreisprung: 16,04 Meter
- Weitsprung: 7,81 Meter